# Julián Zugazagoitia
Julián Zugazagoitia Mendieta, (ur. 5 lutego 1899 w Bilbao, zm. 9 listopada 1940 w Madrycie) – hiszpański polityk, dziennikarz, polityk PSOE.
W latach 1931–1933 deputowany. Popierał rewolucję w październiku 1934 roku. W rządzie Juana Negrina otrzymał stanowisko ministra spraw wewnętrznych. Zbiegł do Francji jednak został zatrzymany przez Niemców i wydany Hiszpanii. Został skazany na śmierć przez rozstrzelanie.